# Siofaewali
Siofaewali is een bestuurslaag in het regentschap Nias van de provincie Noord-Sumatra, Indonesië. Siofaewali telt 2909 inwoners (volkstelling 2010).